# Paraluteres arqat
Paraluteres arqat är en fiskart som beskrevs av Clark och Gohar 1953. Paraluteres arqat ingår i släktet Paraluteres och familjen filfiskar. Inga underarter finns listade i Catalogue of Life.